# أمين يكن
أمين بن عبد الرحمن يكن، (1937م - 16 ديسمبر 1999م)، من أعلام جماعة الإخوان المسلمين في سوريا، نائب المراقب العام للجماعة، و قاد الجماعة في سورية خلال الفترة الممتدة من  1963 إلى غاية 1975م، حيث لعب دوراً في محاولات التهدئة بين النظام السوري والإخوان المسلمين في سورية في نهاية السبعينيات ونهاية التسعينات من القرن العشرين، ونجم عن وساطته إطلاق سراح عدد كبير جداً من المعتقلين السياسيين من جماعة الإخوان المسلمين ومن عناصر الطليعة المقاتلة للإخوان المسلمين، إلى أن تم اغتياله من قبل جهة مجهولة.

## نشأته
ولد أمين بن عبد الرحمن يكن عام 1937 في مدينة حلب في سورية من أسرة حلبية، ونسبة "يكن" تؤكد أن أسرته على صلة قرابة وثيقة بالسلاطين العثمانيين. كانت ولادته ونشأته في قناق (قصر) آل يكن في حي باب النصر قرب المدرسة العثمانية في حلب، وهي مدرسة كبيرة وشهيرة أنشأها جدّه الوزير عثمان باشا يكن(1).
نشأ وترعرع في كنف عائلة ثرية والتحق بمعهد حلب العلمي (الكلّية الأميركية) وانتسب للحركة الإسلامية، كان مؤثراً بزملائه مقرباً من أساتذته، واستطاع إقناع الإدارة أن تخصّص مكان لمسجد في المدرسة، كما استطاع أن يقنع مديرية المعارف باستبدال كتاب التاريخ الذي اكتشف فيه ورود فقرة باللغة الإنكليزية تقول أن «فلسطين هي الموطن الأصلي لليهود». تابع دراسته الجامعية في كلية الحقوق بجامعة دمشق.

## انتسابه إلى جماعة الإخوان المسلمين
انتسب الشاب أمين يكن في سن الستة عشر عاماً، إلى جماعة الإخوان المسلمين، وجمع حوله ثلّة من الشباب شكلت نواة لتكتلٍ إخوانيٍ.

## موقفه من الوحدة مع مصر
كان موقفه وموقف قيادات الجماعة مؤيداً لقيام الوحدة مع مصر ووافقوا على حلّ الجماعة لقيام الوحدة، واقترح البعض أن يقوم الإخوان السوريين بالتهليل والاحتفال مع المحتفلين بقدوم عبد الناصر، وهذا ما رفضه أمين يكن بكل وضوح قائلاً: «نحن مع الوحدة، ولكن لم تجفّ بعدْ دماء إخواننا في مصر حتى نهلل ونحتفل بقدوم عبد الناصر!» وهذا يعبّر عن مدى شعوره بآلام إخوانه في مصر، كما أنه حافظ على صلته ولقاءاته مع أفراد الجماعة في إطار اجتماعي شخصي بعيد عن الإطار التنظيمي خلال فترة الوحدة خوفاً منه على تفرق لُحمة الجماعة.

## نجاحه في انتخابات الاتحاد القومي
شارك أمين يكن في عهد الوحدة بانتخابات الاتحاد القومي عام 1958، وله من العمر واحد وعشرون عاماً، ونجح فيها ليكون أصغر شاب ينجح في انتخابات عامة. ولقد ساعده على هذا النجاح انتماؤه الإسلامي، حيث كانت الحركة الإسلامية في حلب ذات ثقل نوعي إضافةً إلى موقع أسرته الاجتماعي.

## تسلّم أمين يكن زمام قيادة الجماعة من 1963-1975
بعد انقلاب الثامن من آذار عام 1963، واستلام حزب البعث السلطة وإعلان الحرب على جميع القوى السياسية المخالفة، وبشكل أخص القوى الإسلامية، توجهت جماعة الإخوان المسلمين إلى إعادة تنظيم صفوف أبنائها على أسس جديدة تتلاءم مع طبيعة المرحلة. أدت سياسات القمع تلك إلى انسحاب الكثير من القيادات التقليدية إلى الظل، ليحتل المواقع المتقدمة قيادات شابة. كان أمين من هذه القيادات حيث وصل إلى موقع نائب المراقب العام بما ناله من ثقة قيادات الجماعة، وعلى رأسهم الشيخ عبد الفتاح أبو غدة.
استطاع خلال عشر سنوات، مع إخوانه، أن يبني تنظيماً قوياً في ظروف شديدة القسوة يخيّم فيها الاستبداد على القطر. كان أمين نائباً للمراقب العام للجماعة، وقد اضطر المراقب العام بسبب الظروف السياسية المشار إليها، وبسبب استهدافه وسائر القيادات السياسية التقليدية إلى مغادرة القطر إلى لبنان ومن ثم إلى ألمانيا حيث استقر هناك، وكان لهذا الوضع الاستثنائي دور في إلقاء كامل العبء على كاهل الشاب الذي احتل موقع نائب المراقب العام.

## الخلاف وانقسام الجماعة
من أهم أسباب الخلاف الذي حصل بين أمين يكن وعصام العطار هو مغادرة العطار لسورية عام 1963 بعد تسميته مراقباً عاماً بفترة وجيزة في ظروف أحوج ما تكون فيها الجماعة للمراقب العام، واصطحب معه كامل ملفّات الجماعة، وفسّر البعض موقف العطار أن طبيعته الشعبوية لا تنسجم مع المرحلة السرية التي تمر بها الجماعة، ومن أسباب الخلاف أيضاً موافقة العطار على دخول الجماعة في العمل المسلح دون الرجوع لرأي القادة على الأرض في سورية وعلى رأسهم يكن الذي رفض هذا الأمر بشكل قاطع.
وقال عدنان سعد الدين أن بعض الإخوان قد أخذ على عصام بما فيه أعضاء المكتب التنفيذي الذي كان رئيساً له، أنه يتجاوز المؤسسات الاخوانية لقيادة شعبية يكون هو على رأسها. يعتبر الشيخ سعيد حوى أن هذا الانقسام قد جاء على خلفية الخلاف على عدة مسائل منها: مسألة السرّية والعلنية للجماعة، وما موقف الجماعة من مسألة تسليح الجماعة وتدريب كوادرها عسكرياً، وأخيراً حصل خلافٌ بين المراقب العام الأخ عصام العطّار الذي يعيش في ألمانيا ونائبه الأخ أمين يكن الموجود في حلب حول الفكرة التي طرحها الشيخ مروان حديد وقبِلها العطّار وهي موضوع مشاركة التنظيم السوري في معسكرات فتح الفدائية في الأردن والتي رفضها أمين يكن جملةً وتفصيلاً.

## اعتقاله عام 1969
في عام 1969، اعتقل أمين في حلب، نتيجة انكشاف حلقة من حلقات التنظيم في مدينة إدلب.. وقادت التحقيقات أجهزة الأمن إلى رأس التنظيم أمين يكن.
في المعتقل لاقى من التعذيب، ولكنه صبر حتى يئس المحققون الذين أمعنوا في تعذيبه، من أن يحصلوا منه على شيء، فخرج من السجن ليعود إلى موقعه في قيادة الجماعة. وهذا ما أكد عليه «عبد الغني سعداوي» (محافظ حلب حينها) في معرض حديثه عن أمين يكن أن سبعة من خيرة الضباط والمحققين في الشعبة السياسية قد تفرّغوا للتحقيق معه فور اعتقاله ولعدة أشهر فلم يستطيعوا أن يحصلوا منه على أي معلومة تفيدهم.

## ملاحقته ونجاته سنة 1973
مما كتبه محمد فاروق البطل عن هذه الحادثة: «كان الأخ أبو عابد مستودع أسرار الجماعة ومعلوماتها، وتشكيلاتها، وفعلاً تعرضت الجماعة لهزة أخرى عندما انكشفت فيها بعض القيادات هذه المرة في مدينة دمشق، وقادت التحقيقات إلى أبي عابد مرة أخرى.. فدوهم بيته وأطلقوا عليه الرصاص لقتله فلم يتمكنوا منه ويشاء الله سبحانه أن يقع على سياج حديدي ذي سهام، فاخترقت لحمه ونزف دمه فذهب في جنح الليل لأحد إخوانه الأطباء الجراحين، وسرعان ما نقله إلى مستشفى خاص ليعالَج بشكل سري. لقد استطاع بجرأته أن يفلت من الاعتقال وينجو من محاولة اغتياله أثناء ملاحقته».
توارى أبو عابد لفترة طويلة، كان خلالها يمارس مسؤولياته، كما كان يتابع المعركة الانتخابية لمجلس الشعب السوري وهو متواري عن الأنظار لدعم الوجوه الإسلامية التي تخوض هذه الانتخابات وفي مقدمتهم الدكتور إبراهيم السلقيني، وكان يعيش حالة من تضييق الخناق عليه من الأجهزة الأمنية ومداهمات شبه يومية لبيوت أقربائه وأصحابه بحثاً عنه، فهو من المطلوبين الأوائل للسلطة التي حكمت عليه بالإعدام لقيادته جماعة الإخوان المسلمين المحظورة.

## مغادرته سورية وحياته في المهجر
اضطر أبو عابد أخيراً أن يغادر سورية عن طريق لبنان وبعون مباشر من الداعية فتحي يكن مؤسس الجماعة الإسلامية في لبنان وأمينها العام.
وهذه محنته الأخرى في ديار الغربة في لبنان حيث لا عمل، ولا مورد، ولا أسرة، تاركاً وراءه أمه وزوجته وأولاده الصغار، ومزرعته التي هي مصدر عيشه وعيش أسرته... وأثقلته الديون وعانى آلام الغربة والعزلة والقلق.
كان يزوره في بيته في لبنان الشيخ عبد الفتاح أبو غدة والدكتور محمد علي الهاشمي و«عادل كنعان» و«فوزي حمد» وغيرهم، كما كان هناك زيارات متبادلة مع الدكتور ناظم القدسي ورشدي كيخيا لما تربطه بهما من علاقات قديمة، وكذلك مع قيادات الجماعة الإسلامية في لبنان وغيرهم من روّاد الحركات الإسلامية في فلسطين ومصر والأردن والعراق والسودان لما تربطه بهم من علاقات تنظيمية قديمة على مستوى العالم العربي..
في عام 1975 آثر أمين يكن الابتعاد عن الساحة السياسية والسعي للعودة إلى سورية، فدعى كل من عبد الفتاح أبو غدة و«عادل كنعان» و«فوزي حمد» وعدنان سعد الدين والدكتور الهاشمي وغيرهم من قيادات الجماعة إلى بيته في بيروت لاختيار مراقب عام للجماعة لتعذر استمراره بقيادة الجماعة داخل سورية كونه أصبح معروفاً للسلطة، ورتب الأمور ليستلم عبد الفتاح أبو غدة موقع المراقب العام للجماعة، إلا أن أبو غدة اعتذر في اللحظة الأخيرة رغبةً منه بالتفرغ للأعمال العلمية والتأليف فتسلّم القيادة عدنان سعد الدين.

## عودته إلى سورية
في أواخر عام 1976، عاد أبو عابد سراً إلى سورية وتوارى عن الأنظار وبدأ السعي لإغلاق ملفّه لدى السلطة ودفع بالأعيان من أقرباءه وأصدقائه للتوسط لدى القيادة السورية لإجراء تسوية لوضعه على اعتباره قرر أن يعتزل العمل السياسي، فتم الوعد بالموافقة شريطة وضعه قيد الإقامة الجبرية، ودرس ملفّه الرئيس حافظ الأسد شخصياً ثم أصدر قرار العفو الذي وعد به شريطة اعتزاله العمل السياسي، وعاد أبو عابد إلى حلب وسط احتفاء شعبي كبير في حلب وريفها دام قرابة الشهر.. وقد وفي بشرط عودته فلم يتسلم أي موقع تنظيمي مباشر أو غير مباشر.

## رفضه تورط الجماعة في العنف والعمل المسلح
حصّن أمين يكن ومن معه من قيادات الصف الأول الجماعةَ خلال عقد وأكثر، دعوات جانبية كان يحملها أشخاص يحاولون زج الجماعة في معارك لم تكن قطّ من رؤيتها ولا من منهجها منذ تأسست على يد الدكتور السباعي.
حول هذا الجانب بيّن «محمد فاروق البطل» أنه حين اشتد ظلم البعث، وتمادى الطغيان اندفع البعض في إعلان الجهاد، واستنفار الشباب للتدريب والاستعداد، كان للجماعة موقف راشد، وعارض أمين يكن، في رأيي إن هذا الموقف يشهد للأخ أبي عابد برجاحة العقل، وبعد النظر، وعمق التفكير، وشدة الغيرة على مستقبل الجماعة وسلامتها، والخوف على أبنائها مِن أن يُستدرَجوا لمعركة غير متكافئة، ولعمل ليس من منهج الجماعة، ولا مِن خطتها، ولا مِن فكرها، ولم يسبق في تاريخها أن فعلت مثله إلا جهاداً في أرض فلسطين في مواجهة الغزاة من اليهود والمستعمرين.
أصبح هذا لأمر معروفا لقادة الأجهزة الأمنية حق المعرفة، خصوصا بعد اعتقال «حسني عابو» الرجل الثاني في «الطليعة المقاتلة»، واعترافه بعد الاعتقال بأن «أمين يكن» قد رفض رفضاً قاطعاً لتلك الأفكار عندما عرضها عليه بعض أفراد الطليعة عقب عودته إلى حلب عام 1976.
كانت وجهة نظر أمين حول رفض العنف والعمل المسلح نابعةً من إيمانه بالحوار وقناعته التامة بعدم جدواه بين أبناء الوطن وبأن اللجوء للعنف سيكون ذريعةً للأنظمة الحاكمة ولأعداء الإسلام من الغرب والشرق يبررون بها قيامهم بالعنف المضاد واعتقال وتشريد وقتل الشباب المسلم.

## أحداث الثمانينات في سورية
وقعت الجماعة في الفخّ الذي نُصب لها[معلومة أم رأي؟]، بانجرارها إلى أعمال العنف التي بدأت فردية منذ عام 1975، ثم انتقلت إلى جماعية في عام 1979، ونتيجة لإرهاب السلطة واستفزازاتها الدائمة للمشاعر الإسلامية، حيث أعلنت السلطة بعد عملية المدفعية التي نفذها مجموعة من الشباب بإشراف ضابط حزبي، الحرب على الجماعة وأفرادها في الداخل والخارج، في بيان رسمي أصدره وزير الداخلية «عدنان دباغ» آنذاك، ولم ينفع في دفع التهمة عن الجماعة أنها أصدرت بياناً رسمياً أعلنت فيه عدم علاقتها بالعملية الأليمة.
كان هذا الحادث بمثابة الصدمة لأمين يكن، وكان يرقب هذه الأحداث، ولا يفتأ يرسل الرسائل الشفوية لمن عرف من إخوانه ليخلي الساحة، ويغادر البلد، ناصحاً بعدم التورط في أعمال العنف أو الاستسلام للاعتقال.

## قيامه بالوساطة بين الحكومة السورية والجماعة في بداية الثمانينات
بعد أن استطارت نار العنف، وكثر ضحاياها من أبناء الشعب السوري، توجهت النية الرسمية ممثلة في شخص الرئيس حافظ الأسد إلى البحث عن مخرج يضع حداً لدوامة العنف، ويقي البلد مخاطر فتنة لن تكون أبداً في مصلحة الوطن.
تحمّل الشيخ أمين المسؤولية، ولعب دور الوسيط، فكانت لقاءاته تتم مباشرة مع الرئيس حافظ الأسد من جهة ومع قيادة الجماعة من جهة أخرى، مما أدى إلى حالة من التوافق قادت إلى إطلاق سراح المئات من أعضاء التنظيم الإخواني وقياداته، في توجّه حقيقي لحل الأزمة، وتدارك ما فات، والعودة باللحمة الوطنية إلى واقعها المنشود.
عن هذه المرحلة كتب "محمد فاروق البطل": «أنه من واقع غَيْرة الأخ أبي عابد على الجماعة التي تعب في بنائها، ولها في عنقه بيعة، وله معها تاريخ عريق، عمل جاهداً لإيقاف المذبحة في أوائل الثمانينات، وإنقاذ ما يمكن إنقاذه، وقد آتاه الله من الشجاعة، وقوة الشخصية، والثقة بالنفس، ما جعله يلتقي الرئيس حافظ الأسد لمفاتحته في الحل، والبحث معه في سُبُل حل أزمة البلد. ومَن يعرفْ حافظ أسد يُدرِك أي جرأةٍ نادرة، وأي شجاعةٍ فائقة، كان عليها الأخ أبو عابد ؟؟ وللأخ القارئ الكريم أن ينشئ التصور التالي: حافظ أسد في قمة سلطته، وفي قمة ديكتاتوريته وتسلّطه، ملك أوراق الحكم، ومفاصل الحكم، ورجال الحكم، بقبضة فولاذية، وكما لم يملِكْها أي رئيس قطّ سابق أو لاحق!! في مقابل أخٍ فردٍ أعزل، مجردٍ من أي سلطة أو قوة، ليس له أي دعم إلّا من الله، يستند إلى جماعةٍ ضعيفة، مُحارَبة مضطَهدَة مشرَّدة، توزَّعت شبابَها السجون والمقابر والمنافي، يريد أن ينتزع من هذا الرئيس القوي المستبد قراراً بحلّ الأزمة عبر المفاوضات، لإنقاذ ما يمكن إنقاذه.. أقول: لولا أن الأخ الكريم أبا عابد قد ملك من إيمانه بالله، ويقينه بتأييده، ورضائه بقضائه وقدره، ولولا أن الله منحه الثقة بالنفس، وأعطاه قوة الحُجّة، وقوة الشخصية، لما ملك الجرأة والشجاعة أن يحاور حافظ أسد، ولمدة أربع ساعات متواصلة..ثم إن الأخ أمين يكن لو لم يكن حكيماً دقيقاً في تصرفه، حذِراً من أي خطأ، لكان يمكن أن تجرَّه النتائج إلى مالا تُحمَد عقباه، ولكن الله سلَّمه ووفَّقه، وبفضل الله أولاً، وبما يعلمه سبحانه من صدق الأخ أمين وإخلاصه له، وحبّه لدعوته، وحرصه على جماعته، نجح في مهمته وتمَّ التوصل إلى قرار بين الرجلين لحلّ الأزمة عبر التفاوض.... سافر الأخ الشهيد أبو عابد إلى الأردن والسعودية للقاء إخوتنا المسؤولين، فوافقوا... ثم صدر قرار الإفراج عن أعداد كبيرة من المعتقلين جَعَلَ الله ذلك في ميزان حسنات الأخ القائد الشهيد أمين يكن وأسكنه الله فسيح جناته».

## إجهاض مبادرة الوساطة والمصالحة
في هذا السياق بيّن علي صدر الدين البيانوني أن الإخوان قد استجابوا لهذه المبادرة، وأبدوا استعدادهم للحوار وبدأت الإفراجات فعلاً، وتحدّث الرئيس حافظ الأسد في 8 مارس/آذار، ووصف جماعة الإخوان المسلمين أنها جماعة صالحة وطنية، وأن قلّة قليلة حملت السلاح وبدأت الإفراجات فعلاً، لكن فجأةً توقفت في منتصف شهر آذار عام 1980م وبدأت اعتقالات من جديد، وبدأ تمشيط المدن ومحاصرتها من جديد فتوقفت هذه المبادرة.
يُعزى فشل المبادرة إلى رجال نافذون في بنية النظام ينظرون بريبة إلى جهود أمين، ويرون في القمع الوسيلة الأجدى لحل المشكلة، وكانوا يرددون بأن الفرصة قد حانت لاستئصال التيار الإسلامي من سورية فلا يجوز أن تضيع، وبالتالي فقد اندفعت فصائل خاصة تابعة لشخصيات معروفة لتنفيذ سياسة الأرض المحروقة في محافظات حماة وحلب وإدلب.
ويقال أن «رفعت الأسد» أفشل المبادرة، عندما أُعدم «حسني عابو» وعدداً من إخوانه، ذكر ذلك أكثر من مسؤول في النظام بعد أن طرد «رفعت» من الحكم.[بحاجة لمصدر]
نجحت وساطة أمين يكن بإطلاق سراح المعتقلين، وتخفيف حدة التوتر في البلد، وبدأ الناس يتكلمون عن عودة السلم الأهلي إلى سورية، لكن أطرافاً أمنيةً في السلطة أجهضت الوساطة. وقامت أجهزة الأمن في 31 مارس/آذار باعتقالات واسعة.

## اغتياله
اغتالت عصابة مسلّحة أمين يكن يوم الخميس، التاسع من رمضان 1420 هـ، الموافق 16 ديسمبر 1999م، حيث نَصَبَتْ له كميناً قُبيل الإفطار ببضع دقائق. شيّعه أهالي حلب، ودفن في مرقد عائلة آل يكن في جامع العثمانية وعُقد مجلس العزاء في جامع الغزالي بحلب وفي مزرعته ترحين، كما عقدت مجالس العزاء وصلاة الغائب في الأردن والعراق وفلسطين والكويت ومصر والسعودية وتركيا. أقام له الداعية فتحي يكن مجلس عزاء في طرابلس حضره كبار الشخصيات في لبنان والعالم العربي. ولا يزال يكتنف ظروف اغتياله الكثير من الغموض.

## الهوامش
- 1: والي دمشق ثم حلب ثم مصر وأخيراً مشيخة الحرم المكّي